# Nedre Prostgårdsälven (naturreservat)
Nedre Prostgårdsälven är ett naturreservat i Karlstads kommun i Värmlands län.
Området är naturskyddat sedan 2014 och är 5 hektar stort. Reservatet består av blandskogsområde som omger en delsträcka av nedre delen av Prostgårdsälven.